# ジョージ・オルチン
ジョージ・オルチン（英: George Allchin, 1852年1月10日 - 1935年11月21日）は、明治時代に来日したアメリカン・ボード派遣の宣教師・牧師。
イギリス・ロンドン郊外に生まれ、長じてカナダ、のちアメリカ合衆国に移住し、ウィリアムズ大学およびバンゴー神学校にて学ぶ。新婚まもなくの1882年（明治15年）に来日し、九条教会および梅田教会の設立に尽力するなど、おもに大阪に居住して、約40年間日本で伝道に従事した。幻灯を用いた伝道で日本の各地を講演して周ったほか、音楽を使った布教にも力を入れ、特に明治期の讃美歌編纂の事業に貢献した。また建築や庭園にも造詣が深く、理事長をつとめた神戸女学院、松山女学校構内の教会堂や学舎の設計にも関わった。1920年（大正9年）に退職して帰米し、1935年（昭和10年）ニューヨークにて没した。